# IC 4212
IC 4212 је спирална галаксија у сазвјежђу Дјевица која се налази на листи објеката дубоког неба у Индекс каталогу.
Деклинација објекта је - 6° 59' 37" а ректасцензија 13h 12m 2,8s. Привидна величина (магнитуда) објекта IC 4212 износи 15,2 а фотографска магнитуда 15,9. Налази се на удаљености од 25,6 милиона парсека од Сунца. IC 4212 је још познат и под ознакама MCG -1-34-11, UGCA 333, PGC 45845.